# Aeropuerto Antonio Nariño
Luchthaven Antonio Nariño is een luchthaven in de Colombiaanse stad Chachagüí.